# Стоклоси (станція метро)
52°09′22″ пн. ш. 21°02′25″ сх. д. / 52.15611° пн. ш. 21.04028° сх. д.
Стоклоси (пол. A-4 Stokłosy) — станція Варшавського метрополітену, яка була відкрита 7 квітня 1995 року у складі черги  «Кабати» — «Політехніка». Знаходиться під рогом вулиці Ястшембовського і Алеї Комісії Народної Освіти, дільниця Урсинув
Конструкція станції —колонна двопрогінна станція мілкого закладення з острівною прямою платформою завширшки 10 м і завдовжки 120 м
Оздоблення —колійні стіни оздоблені в жовто-помаранчевий та коричневий кольори, колони одягнені в мармур світлих тонів, стелю оздоблено коричневим алюмінієм. На станції заставлено тактильне покриття. 
Виходи обладнані стаціонарними сходами і пандусом для осіб з обмеженими можливостями на візках. На станції є невеликі крамниці, банкомати та туалети.
За станцією знаходиться СЗГ на другу лінію Варшавського метрополітену.

## Пересадки
Пересадки на:
- денні автобуси: 179, 193, 209
- на нічні автобуси: N37

## Галерея

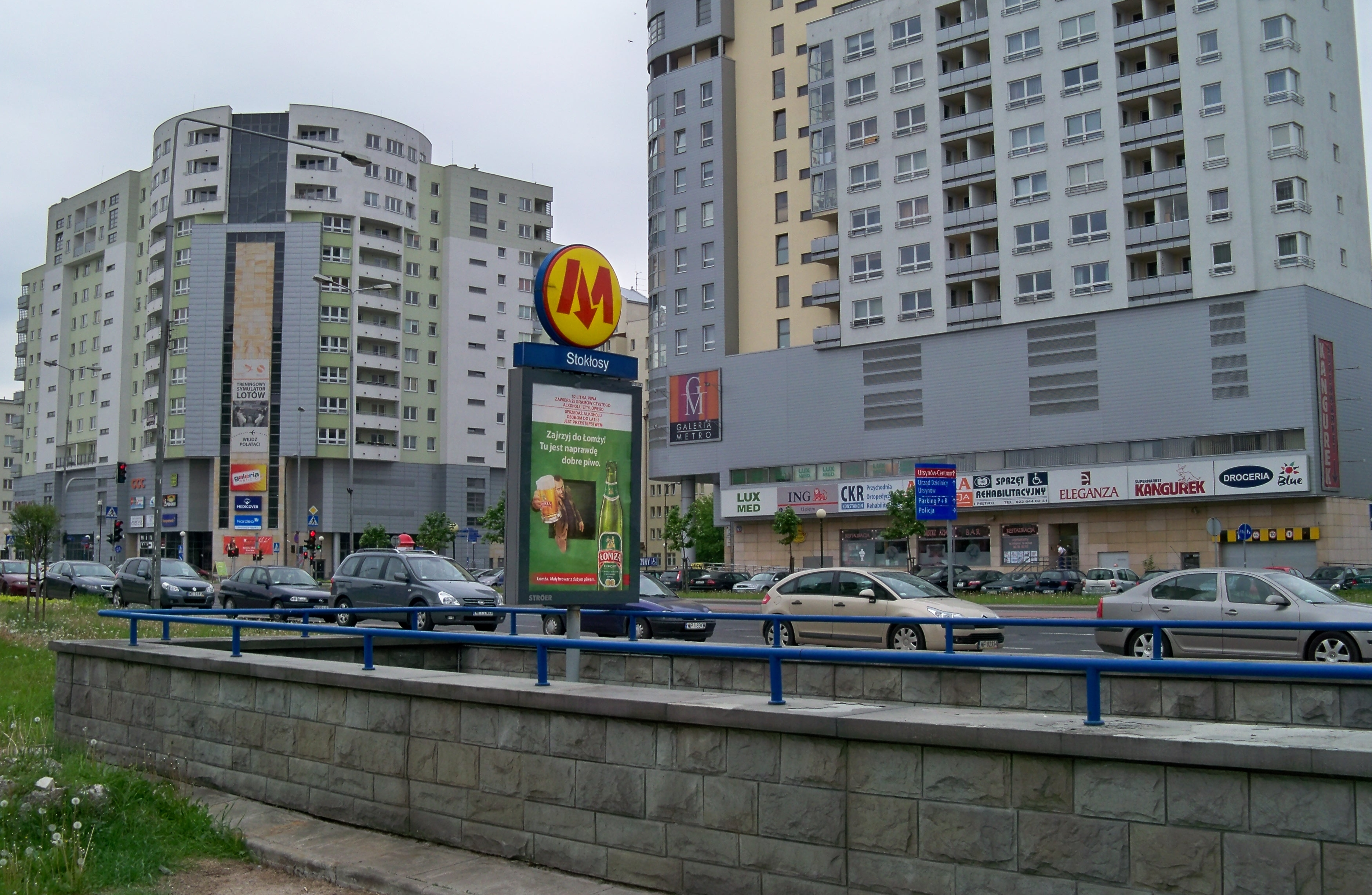
Вхід на станцію
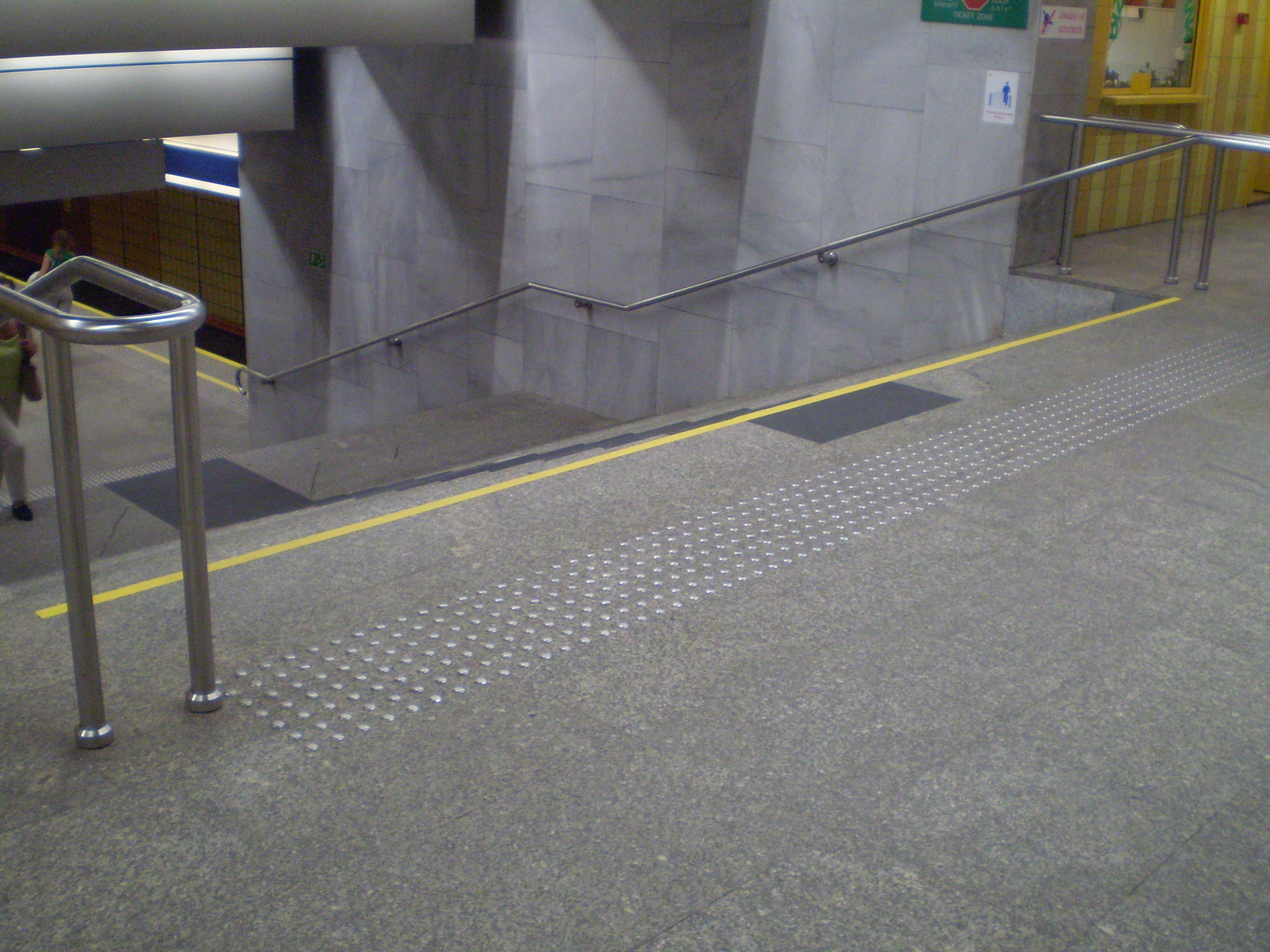
Сходи на станції
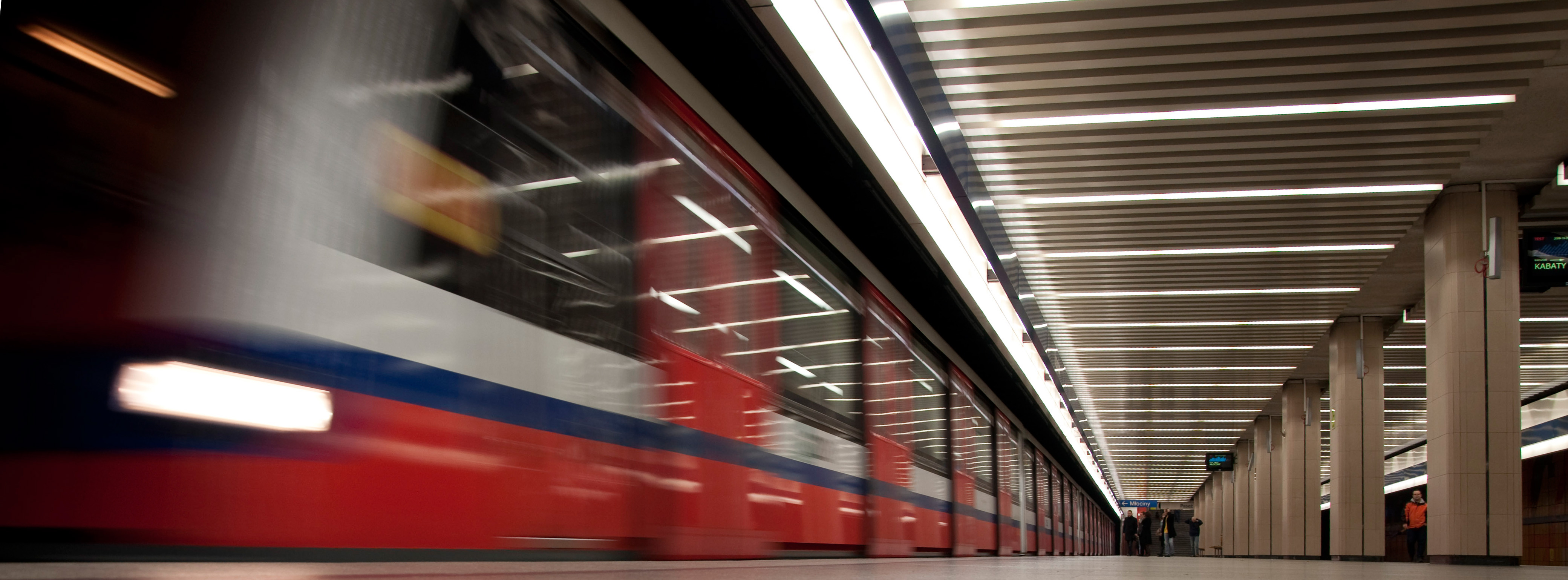
Потяг фірми Alstom на станції